# Anatoli Pantelejewitsch Derewjanko

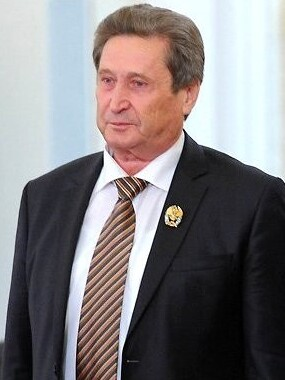
Anatoli Pantelejewitsch Derewjanko (2012)

Anatoli Pantelejewitsch Derewjanko (russisch Анатолий Пантелеевич Деревянко; * 9. Januar 1943 in Kosmodemjanowka, Rajon Tambowka) ist ein russischer Prähistorischer Archäologe und Hochschullehrer.

## Leben
Der Arbeitersohn Derewjanko schloss das Studium an der historisch-philologischen Fakultät des Staatlichen Pädagogischen Instituts Blagoweschtschensk 1963 mit Auszeichnung ab. Es folgte die Aspirantur bei Alexei Pawlowitsch Okladnikow in der geisteswissenschaftlichen Abteilung des Instituts für Ökonomie und Industrieproduktionsorganisation der Sibirischen Abteilung (SO) der Akademie der Wissenschaften der UdSSR (AN-SSSR) in Nowosibirsk. 1965 verteidigte er seine Kandidat-Dissertation über Steinzeit-Kulturen am mittleren Amur. Seit 1964 war er Assistent an der geisteswissenschaftlichen Fakultät der Staatlichen Universität Nowosibirsk (NGU) und wurde 1969 Dozent am Lehrstuhl für Geschichte der UdSSR.
1968 wurde Derewjanko Wissenschaftlicher Mitarbeiter des Instituts für Geschichte, Philologie und Philosophie (IIFiF) der SO-AN-SSSR und 1970 Stellvertreter des Wissenschaftlichen Direktors. 1971 wurde er mit seiner Dissertation über die Geschichte des Amurgebiets v. u. Z. zum Doktor der Geschichtswissenschaften promoviert, womit er einer der jüngsten Doktoren der UdSSR war. 1974 wurde er Professor am Lehrstuhl für allgemeine Geschichte. Er wurde 1979 Korrespondierendes Mitglied der AN-SSSR.
Derewjanko untersuchte die Besiedlung Sibiriens in der Altsteinzeit. Mit seinen Ergebnissen gelang ihm die Strukturierung dieser Zeit. Er entdeckte und erforschte zehn archäologische Fundstätten, die dann zur Charakterisierung der verschiedenen Epochen und Kulturen bis zur Eisenzeit dienten. Beispiele sind die Kulturen Nowopetrowka I, II, III und Konstantinowka am mittleren Amur. Er initiierte und leitete Programme zur interdisziplinären Untersuchung altsteinzeitlicher Höhlenfundorte in Südsibirien und Zentralasien. Er gründete die internationale Forschungsstation Denissowa-Höhle im Altaigebirge. Er unterstützte die Hypothese vom multiregionalen Ursprung des modernen Menschen mit dem Homo sapiens africanensis in Afrika, Homo sapiens orientalensis in Ost- und Südostasien, Homo sapiens neanderthalensis in Europa und Homo sapiens altaiensis in Nord- und Zentralasien. Derewjankos Arbeiten wurden von Dawid Lasarewitsch Brodjanski, Juri Alexejewitsch Motschanow und anderen kritisiert. Derewjanko nahm an archäologischen Expeditionen in Sibirien, Fernost, Dagestan, Usbekistan, Kirgisistan, Kasachstan, Aserbaidschan, Vietnam, Mongolei, Nordkorea, China, Japan, Iran und Montenegro teil. Zusammen mit Wladimir Konstantinowitsch Schumny leitet er das Altaische Internationale Forschungszentrum für Biosphärenwissenschaften.
Derewjanko war Vorsitzender des Rats der Jungwissenschaftler beim Zentralkomitee des Komsomol, dann Sekretär des Zentralkomitees des Komsomol (1976–1979) und Sekretär des Oblastkomitees der KPdSU (1979–1980).
1980 wurde Derewjanko Rektor der NGU und leitete ab 1981 den Lehrstuhl für allgemeine Geschichte. Er las auch über den Einsatz der Naturwissenschaft in der Archäologie und führte archäologische Studentenkonferenzen durch. Seit 1981 ist er Mitglied des Präsidiums der SO-AN-SSSR.
Von 1983 bis 2015 war Derewjanko Direktor des Instituts für Archäologie und Ethnographie (IAE) in Nowosibirsk. Gegenwärtig ist er wissenschaftlicher Leiter des Instituts. 1984 war er Hauptherausgeber der Buchreihe über die Literaturdenkmäler Sibiriens des ostsibirischen Buchverlags in Irkutsk. Seit 1987 ist er Wirkliches Mitglied der AN-SSSR (seit 1991 Russische Akademie der Wissenschaften (RAN)). 1991 gründete er mit anderen das Museum der Geschichte der SO-RAN. Er ist Mitglied der Leitungsorgane des nationalen Komitees der russischen Historiker und der Russischen Stiftung für Geistes- und Sozialwissenschaften (seit 1994 Ratsmitglied).
Derewjanko wurde wissenschaftlicher Berater des Forschungszentrums für alte Zivilisationen der Chinesischen Akademie der Sozialwissenschaften, Ehrenforscher des Instituts für Vorgeschichte der Chonbuk National University in Jeonju (1994) und Ehrenprofessor der University of Arizona (1994), der Polytechnischen Universität Tomsk (1998), der Al-Farabi-Universität (2002), der Jilin-Universität und anderer Universitäten.
Derewjanko ist verheiratet mit der Kandidatin der medizinischen Wissenschaften Soja Michailowna Derewjanko. Sein Bruder war der Doktor der Geschichtswissenschaften und Professor Alexei Pantelejewitsch Derewjanko (1940–2002).

## Ehrungen, Preise
- Preis des Komsomol (1972)
- Orden des Roten Banners der Arbeit (1982)
- Orden der Ehre (1998)
- Staatspreis der Russischen Föderation (2001, 2013)
- Verdienstorden für das Vaterland IV. Klasse (2003)
- Demidow-Preis (2004)[15]
- Lawrentjew-Preis der RAN (2005)
- Triumph-Preis der nicht-staatlichen russischen Stiftung Triumph-Logowas Boris Abramowitsch Beresowskis (2005)
- Polarstern-Orden der Mongolei (2006)
- Orden der Freundschaft (2012)
- Lomonossow-Goldmedaille (2015)